# Bachyt Sarsiekbajew
Bachyt Abdyrachmanowicz Sarsiekbajew (ros. Бахыт Абдырахманович Сарсекбаев; ur. 29 listopada 1981) – kazachski bokser wagi półśredniej, mistrz olimpijski.
Największym sukcesem zawodnika jest złoty medal igrzysk olimpijskich w Pekinie w kategorii półśredniej (do 69 kg) i mistrzostwo Igrzysk Azjatyckich 2006. Był też brązowym medalistą igrzysk azjatyckich z Pusan.